# Parque nacional Norte Ruso
Parque nacional Norte Ruso o Russky Sever (en ruso: Национальный парк «Русский Север») es un parque nacional en el norte de Rusia, ubicado en el raión de Kirílov de la óblast de Vologda. Fue establecido el 20 de marzo de 1992. El nombre del parque significa Norte ruso en lengua rusa. El parque protege paisajes naturales y culturales en torno al monasterio Kirillo-Belozersky y el monasterio de Ferapóntov, lugares de gran significado histórico.
La vasta zona amurallada del monasterio consta de dos prioratos independientes con once iglesias, la mayoría de las cuales datan del siglo XVI. De éstas, nueve pertenecen al priorato de Uspensky (Asunción). La Catedral de la Asunción, construida por los maestros de Rostov, en 1497, era la iglesia monasterio más grande construida en Rusia hasta esa fecha. Su iconostasio del siglo XVII cuenta con muchos iconos antiguos, dispuestos en cinco niveles por encima de una puerta del cielo de plata, establecida por el zar Alexis en 1645. Una gran cantidad de objetos de valor guardados en la sacristía son los regalos personales de los zares que visitaban el monasterio.